# Hedriodiscus clypeatus
Hedriodiscus clypeatus är en tvåvingeart som först beskrevs av Jacques-Marie-Frangile Bigot 1879.  Hedriodiscus clypeatus ingår i släktet Hedriodiscus och familjen vapenflugor. Inga underarter finns listade i Catalogue of Life.